# Наш сад с цветущими рабатками
«Наш сад с цветущими рабатками» (нем. Unser Garten mit blühenden Rabatten) — картина немецкого художника Августа Макке, написанная в 1912 году. В настоящее время хранится в частной коллекции.

## История создания
«Наш сад с цветущими рабатками» — одна из серии картин, написанных Макке в 1911—1912 годах, в период его увлечения фовизмом. На картине изображён сад, находившийся между домами 88 и 98 по Борнхаймер-штрассе в Бонне (в настоящее время дома № 96 и 100 соответственно), — между домом, где жили Макке, и домом Герхардтов, родственников Элизабет Макке, жены художника. В доме, занимаемом семьёй Макке, была устроена мастерская художника. Впоследствии здесь разместился Музей Августа Макке. В доме № 98 располагалась также фармацевтическая фирма «С. Gerhardt», которой в своё время руководил отец Элизабет.

## Описание
Как и в других картинах, выполненных в 1911—1912 годах, Макке строит изображение, используя сильные контрасты цветов (жёлтый противопоставлен спокойному голубому, красный — зелёному). Художник работал почти локальными цветами, нанесённые пастозно, краски приобретают особую чистоту и интенсивность. Четыре основных цвета композиции лишь незначительно изменяются, таким образом сохраняется непосредственность цветового решения полотна.
Справа на первом плане изображены цветущая грядка, тянущаяся вдоль дорожки, усыпанная мелкими красочными пятнами, и вьющиеся растения, покрывающие стену. Чёрные ажурные ветви дерева слева, сдержанно выделяющиеся на фоне неба, составляют этому фейерверку цветов скромное сопровождение.
В отличие от поздних пейзажей и сцен в парке, созданных Макке в Хильтерфингене, где цвета кажутся прозрачными и словно светятся изнутри, вызывая лирическое или сказочное настроение, в этом полотне сильнее выражен декоративный эффект в духе Анри Матисса. Декоративность композиции подчёркивает извилистая дорожка, уходящая в глубь под арку, увитую зеленью, и контрастирующая с пёстрыми цветами.
Как отмечает М. Мёллер, в этом произведении Макке со всей полнотой получило воплощение высказывание Матисса: «Я мечтаю об уравновешенном искусстве, полном чистоты и спокойствия, искусстве без суетных и беспокойных сюжетов, искусстве, которое могло бы дать отдых уму интеллектуального работника, делового человека, литератора, подобно тому как удобное кресло дает отдых физически усталому человеку».